# Honda CBX 1000
La Honda CBX 1000 è una motocicletta prodotta dalla casa motociclistica giapponese Honda dal 1978 al 1982.
La moto, che montava un caratteristico motore a sei cilindri in linea da 1047 cm³ che produceva circa 105 CV (78 kW), era considerata l'"ammiraglia" della gamma Honda.

## Descrizione e tecnica

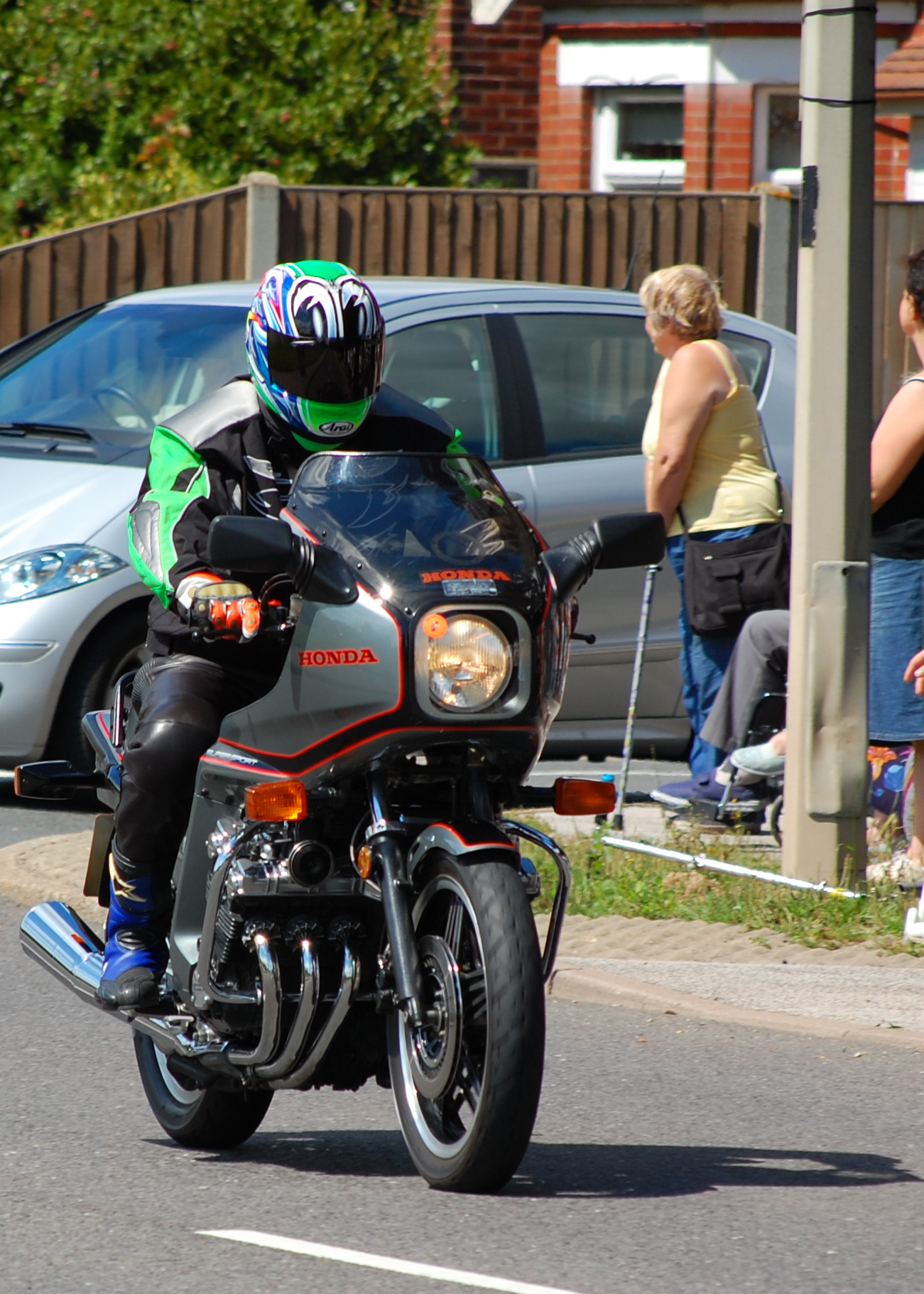
CBX-B 1000

Honda aveva già realizzato in precedenza a metà degli anni '60 un moto da corsa appartenente alla famiglia Honda RC con motore a sei cilindri, ma la CBX 1000 era la prima Honda ad essere omologata per uso stradale avente un propulsore con frazionamento a 6 cilindri e distribuzione DOHC a 24 valvole; inoltre la moto era dotata di forcelle telescopiche, telaio tubolare e doppi ammortizzatori posteriori.

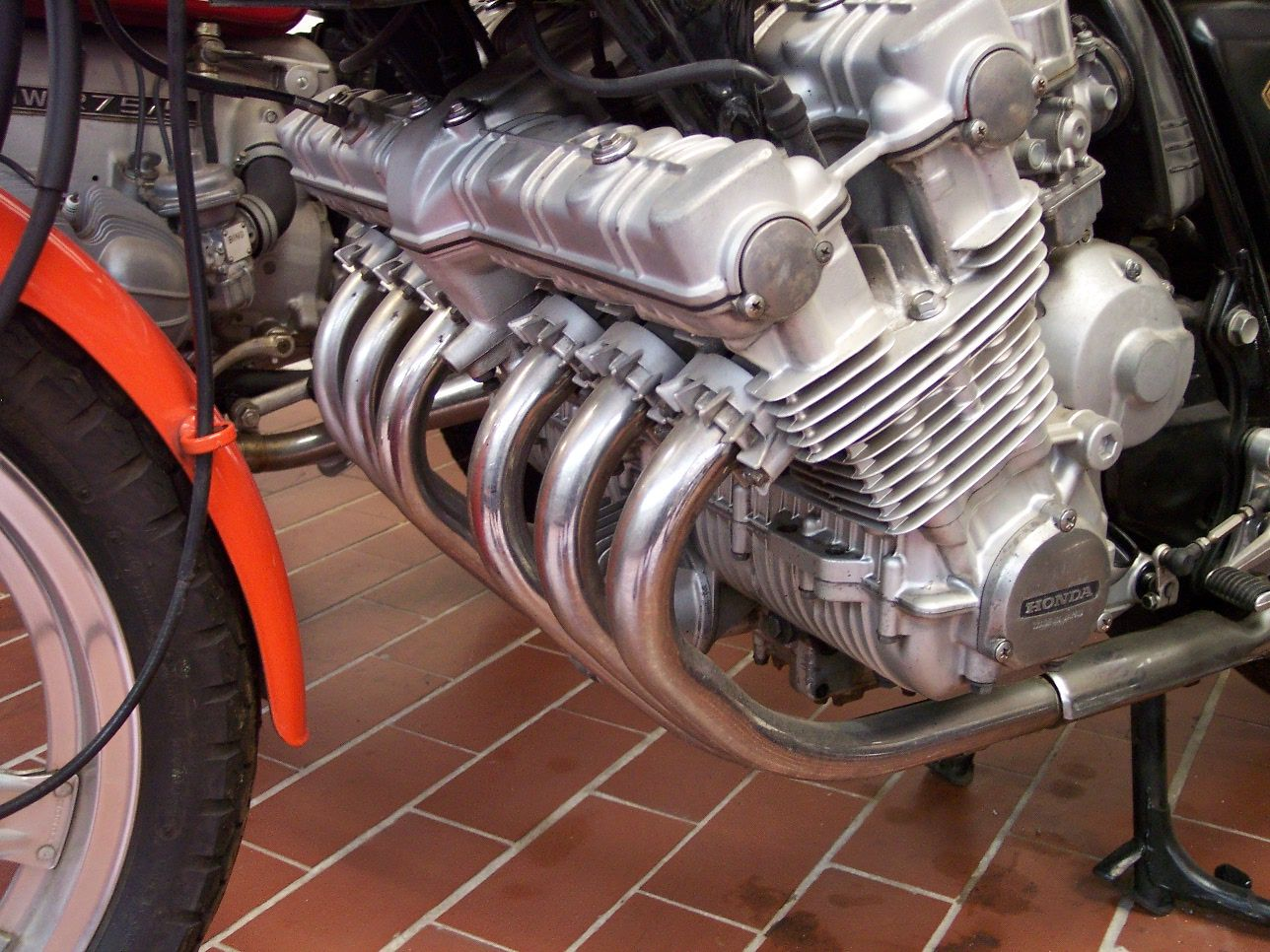
Dettaglio del motore a sei cilindri in linea

Sebbene fosse dimensionalmente grande per via del motore, era solo 5 cm più larga della CB 750 Four. La larghezza era stata contenuta il più possibile, grazie alla dislocazione della componentistica esterna come l'alternatore e gli elementi per l'accensione, che erano posizionati dietro il blocco cilindri. 
Nel 1981 venne introdotto una versione sport turismo chiamata CBX-B, con il motore che erogava 98 CV (73 kW), le sospensioni posteriori dotate di un innovativo sistema monoammortizzatore Pro-Link, le forcelle anteriori a gas da 39 mm, carrozzeria con semi carenatura, borse laterali e un irrigidimento strutturale. Inoltre, a causa dell'aumento di peso, venne dotata di doppi dischi freno anteriori ventilati. 
Nel 1982 arrivò la CBX-C, che differiva poco rispetto al modello del 1981, avendo solo alcune modifiche alla vernice e alle finiture.